# كوسمين موتي
كوسمين موتي (بالرومانية: Cosmin Moți)‏ ، من مواليد 3 ديسمبر 1984 في ريسيتا في رومانيا، لاعب كرة قدم روماني.
يلعب مع نادي دينامو بوخارست منذ عام 2005.
بدأ باللعب مع منتخب رومانيا لكرة القدم في عام 2008.

## روابط خارجية
- كوسمين موتي على موقع الاتحاد الأوربي (الإنجليزية)
- كوسمين موتي على موقع قاعدة بيانات كرة القدم.إي يو (الإنجليزية)
- كوسمين موتي على موقع ناشيونال فوتبول تيمز (الإنجليزية)
- كوسمين موتي على موقع Soccerway.com (الإنجليزية)
- كوسمين موتي على موقع عالم كرة القدم.نت (الإنجليزية)
- كوسمين موتي على موقع AS.com (الإسبانية)